# Metriocnemus aurantiacus
Metriocnemus aurantiacus är en tvåvingeart som beskrevs av Edwards 1931. Metriocnemus aurantiacus ingår i släktet Metriocnemus och familjen fjädermyggor. Inga underarter finns listade i Catalogue of Life.